# Joseph Partsch
Joseph Partsch (født 4. juli 1851 i Schreiberhau, død 22. juni 1925 i Bad Brambach) var en tysk geograf, far til juristen Joseph Aloys August Partsch.
Partsch blev 1876 professor i Breslau og var 1905—22 professor i Leipzig. Hans arbejder omfatter dels historsik geografi, dels geomorfologi og regionalgeografi.